# Antônio Maciel Bonfim
Antônio Maciel Bonfim (né à Irará le 10 février 1905 et mort à Alagoinhas vers 1947), connu sous le pseudonyme de Miranda, est le secrétaire-général du Parti communiste brésilien lors du soulèvement communiste de 1935 au Brésil.

## Biographie
Originaire d’une famille de paysans, il commence ses études dans une école religieuse proche de sa ville natale, où l’on note son extraordinaire aptitude pour l’apprentissage. Recommandé par le directeur il est admis au Séminaire Mariste de Recife, où il dévore les œuvres de Cesare Cantù (1807-1895), d’Élisée Reclus (1830-1905), de Jean-Jacques Rousseau (1712-1778), de Louis Adolphe Thiers (1797¬1877), d’Alphonse de Lamartine (1790-1869) et l’histoire des exploits de Napoléon Bonaparte.
Il renonce à la carrière ecclésiastique vers 1920, entre dans l’Armée à Rio de Janeiro, s’enthousiasme pour la Révolte Paulista de 1924, avant d’envisager son métier dans la police de Bahia, où il obtient le grade de sergent,.
Puis, en changeant de direction, il devient professeur secondaire de français et de mathématiques dans la ville d’Alagoinhas et collaborateur épisodique d’un hebdomadaire local. Enfin, il trouve un emploi d’enseignant dans la Compagnie de pétrole Anglo-mexicaine (Companhia de Petróleo Anglo-Mexicana).

## Militantisme
En 1930, à Bahia, il adhère à la Ligue d’action révolutionnaire (LAR), créée à Buenos Aires par Luís Carlos Prestes, l'emblématique et prestigieux commandant de la Colonne Prestes, qui n’est pas encore membre du Parti communiste brésilien. Antônio Maciel Bonfim devient le secrétaire de cette organisation. Cependant, peu de temps après, Prestes décide de la dissoudre, ce qui va entraîner une rancune polie et durable entre les deux hommes, qui va se manifester souvent dans leurs vies politiques.
En 1932, Bonfim est arrêté pour subversion et condamné à la déportation en Uruguay. Mais il s’enfuit en chemin, entre en clandestinité et sollicite son intégration au Parti communiste qui la lui refuse, craignant d’avoir affaire à un espion déguisé. En effet, pour eux, c’est un excentrique qui se vante d’avoir été le secrétaire de la LAR, organisation jusqu’alors inconnue par le Comité Central, et qui prétend avoir échappé aux griffes de la police.
Arrêté à nouveau en 1932, Bonfim est enfermé au centre correctionnel d’Ilha Grande, où il se lie d’amitié avec quelques hauts dirigeants communistes également emprisonnés. Quelques semaines plus tard, ils s’évadent ensemble. Il se cache avec leur aide à Rio de Janeiro et obtient son adhésion en 1933 au Parti, où il brille aux cours de formation des cadres. Impressionné, Lauro Reginaldo Rocha, secrétaire général provisoire du Parti, lui propose d’intégrer directement le Comité Central. En 1934, à l’heure de réunir la Conférence qui doit désigner le nouveau secrétaire du Parti, Lauro Reginaldo Rocha est malade. Bonfim se charge de le représenter et se fait élire Secrétaire général. Parmi ses atouts, se trouve sa relation passée avec Luis Carlos Prestes, dont les communistes se méfient tout en fondant, malgré tout, beaucoup d’espoir en une alliance avec lui. En effet, ils désirent désormais s’implanter chez les militaires, influencer le mouvement tenentiste, dont Prestes est le plus emblématique représentant,.

## Le soulèvement communiste
En octobre 1934, sous le pseudonyme de Miranda, Antonio Martins Bonfim conduit à Moscou la délégation brésilienne à la IIIe Conférence des partis communistes d’Amérique du Sud et des Caraïbes. Il y fait le récit d’une situation révolutionnaire dans son pays, où l’insatisfaction contre le gouvernement de Getúlio Vargas se mêle à l’accroissement de l’influence communiste dans les syndicats et les casernes. Prestes qui habite alors à Moscou, qui avait déjà adhéré au Parti communiste de l'Union soviétique, et Dmitri Manouïlski, dirigeant de l’Internationale communiste, l’encouragent donc à organiser un soulèvement sous le commandement de Prestes.
L’insurrection a lieu en novembre 1935 dans quelques garnisons de trois villes : Rio de Janeiro, Recife et Natal. Elle est vite matée, seul Natal résiste quatre jours.

## La prison
En janvier 1936, Antonio Maciel Bonfim est arrêté avec son amie, une adolescente de 16 ans, Elvira Cupello Colônio, plus connue sous le pseudonyme d'Elza Fernandes. La police le soumet à la torture afin d’appréhender ses autres camarades, le plus visé étant Prestes. En revanche, elle libère sa compagne au bout de seulement deux semaines, sans l’avoir trop maltraitée, tout en l’autorisant à revenir rendre visite à son amoureux. Mais entre-temps, la répression continue à découvrir les caches des militants encore en cavale, qui se mettent donc à soupçonner Elza de délation. Ils instituent un « Tribunal Rouge » pour la juger et la condamnent à mort. Le plus convaincu de sa culpabilité est Prestes. Le 2 mars 1936, ils l’étranglent, brisent ses os pour mettre son corps dans un sac qui sert de linceul et l’enterrent dans le jardin de la maison. Les protagonistes de ce crime seront condamnés en 1940 à des peines allant de 20 à 30 ans, la sentence la plus lourde revenant à Prestes. Il sera cependant amnistié en 1945, après avoir purgé neuf ans de sa peine.
Après quatre ans et demi d’emprisonnement, Antonio Maciel Martins est libéré malade : il a perdu un rein sous les coups de la police et est atteint de tuberculose. Il devient catholique fervent, revient à Alagoinhas, où il disparaît à une date inconnue, vers 1947.